# Jakovljev Jak-12
Jakovljev Jak-12, (rusko Як-12, NATO oznaka Creek) je bilo lahko večnamensko STOL letalo, ki so ga začeli proizvajati leta 1947 v Sovjetski zvezi. Jak-12 so zasnovali kot naslednika dvokrilnega Po-2. Biro Jakovljev je sprva zasnoval Jak-10, potem ga je predelal z močnejšim motorjem in drugimi izboljšavami v Jak-12. Jak-12 so proizvajali tudi licenčno na Poljskem kot PZL Jak-12M in na Kitajkem kot Šenjang tip 5. Letalo so uporabljali tudi v bivši Jugoslaviji.
Na Jak-12 se je dalo namestiti tudi plovce za vodne operacije.

## Specifikacije (Jak-12M)
Podatki iz Soviet Transport Aircraft since 1945;Stroud 1968, p. 256.
Splošne karakteristike
- Posadka: 1 pilot
- Število sedežev: 3 potniki
- Dolžina: 9,0 m (29 ft 6¼ in)
- Razpon kril: 12,6 m (41 ft 4 in)
- Višina: 3,12 m (10 ft 2¾ in)
- Površina kril: 23,86 m² (256,8 ft²)
- Teža praznega letala: 1.026 kg (2262 lb)
- Maks. vzletna teža: 1.450 kg (3190 lb)
- Pogon letala: 1 ×  9-valjni zračnohlajeni radialni motor Ivčenko AI-14R, 191 kW (260 KM)

 Zmogljivost 
- Maks. hitrost: 180 km/h (97 vozlov, 112 mph)
- Potovalna hitrost: 127 km/h (69 vozlov, 79 mph)
- Doseg: 765 km (413 nmi, 475 milj)
- Višina leta: 4.160 m (13648 ft)
- Hitrost vzpenjanja: 4,1 m/s (807 ft/min)
- Vzletna razdalja: 153 m (501 ft)
- Pristajalna razdalja: 120 m (393 ft)

## Specifikacije(Jak-12A)
Podatki iz Soviet Transport Aircraft since 1945
Splošne karakteristike
- Posadka: 1 pilot
- Število sedežev: 3 potniki
- Dolžina: 9,0 m (29 ft 6¼ in)
- Razpon kril: 12,6 m (41 ft 4 in)
- Višina: 2,33 m (7 ft 7¾ in)
- Površina kril: 22,61 m² (243,4 ft²)
- Teža praznega letala: 1.059 kg (2334 lb)
- Maks. vzletna teža: 1.588 kg (3500 lb)
- Pogon letala: 1 ×  9-valjno zračnohlajeni radialni motor Ivčenko AI-14R, 191 kW (260 KM)

 Zmogljivost 
- Maks. hitrost: 215 km/h (116 vozlov, 134 mph) na nivoju morja
- Potovalna hitrost: 155 km/h (84 vozlov, 93 mph)
- Doseg: 1.070 km (577 nmi, 665 milj)
- Višina leta: 4.000 m (13100 ft)
- Hitrost vzpenjanja: 3,6 m/s (708 ft/min)
- Vzletna razdalja: 153 m (501 ft)
- Pristajalna razdalja: 131 m (429 ft)